# Kaiserpokal 1997
Der Kaiserpokal 1997 war die 77. Austragung des Kaiserpokals, des höchsten japanischen Fußballpokalwettbewerbs. Sieger des Wettbewerbs waren die Kashima Antlers.

## Ergebnisse

### 1. Runde
|                                      | Ergebnis        |                                  |
| ------------------------------------ | --------------- | -------------------------------- |
| Brummell Sendai                      | 7:0             | Yamaga Club                      |
| Iwami FC                             | 0:7             | Juntendō-Universität             |
| Mitsubishi Heavy Industries Nagasaki | 2:1             | Hatsushiba Hashimoto High School |
| Mito HollyHock                       | 3:0             | Hokkaido Electric Power          |
| Nirasaki Astros                      | 0:2             | NTT Kanto                        |
| Mitsubishi Mizushima                 | 0:0 (6:7 i. E.) | Yamagata FC                      |
| Kusatsu Higashi High School          | 0:3             | Sagan Tosu                       |
| Nara-Sangyo-Universität              | 3:1             | Nippon Steel Oita                |
| Saga Commercial High School          | 1:5             | Oita Trinity                     |
| Mind House TC                        | 0:3             | Momoyama-Gakuin-Universität      |
| Kansai-Universität                   | 0:9             | Tokyo Gas                        |
| Ehime FC U-18                        | 2:1             | ALO's Hokuriku                   |
| Blaze Kumamoto                       | 0:2             | Honda Motors                     |
| Kwansei-Gakuin-Universität           | 2:6             | Albirex Niigata                  |
| Jatco                                | 1:0             | Okinawa International University |
| Kagawa Shiun FC                      | 1:0             | Waseda-Universität               |
| Seino Transportation                 | 5:0             | Universität Kōchi                |
| Mooka High School                    | 1:5             | Kokushikan-Universität           |
| SC Tottori                           | 0:7             | Kawasaki Frontale                |
| Honda Luminoso Sayama                | 4:1             | Nippon Steel Kamaishi            |
| Universität Kanagawa                 | 1:3             | Ventforet Kofu                   |
| Universität Fukuoka                  | 5:1             | Akita City Hall                  |
| Aoyama-Gakuin-Universität            | 1:0             | Denso                            |
| FC Primeiro                          | 0:1             | Hannan-Universität               |
| Maebashi Commercial High School      | 0:6             | Fukushima FC                     |
| Nagoya Bank                          | 3:4             | Fukui Teachers                   |
| Kyoiku Kenkyusya                     | 0:5             | Montedio Yamagata                |
| Hosho High School                    | 3:2             | Tatara Gakuen High School        |
| Kagoshima Jitsugyo High School       | 1:2             | Consadole Sapporo                |
| Universität Hiroshima                | 2:3             | Aster Aomori FC                  |
| Otsuka Pharmaceutical                | 8:1             | Teihens FC                       |
| Funabashi Municipal High School      | 0:2             | Komazawa-Universität             |

### 2. Runde
|                           | Ergebnis        |                                      |
| ------------------------- | --------------- | ------------------------------------ |
| Brummell Sendai           | 0:1             | Juntendō-Universität                 |
| Verdy Kawasaki            | 2:0             | Mitsubishi Heavy Industries Nagasaki |
| Mito HollyHock            | 1:2             | Avispa Fukuoka                       |
| NTT Kanto                 | 1:0             | Yamagata FC                          |
| Sagan Tosu                | 4:0             | Nara-Sangyo-Universität              |
| Oita Trinity              | 1:1 (3:5 i. E.) | Momoyama-Gakuin-Universität          |
| Tokyo Gas                 | 2:1             | Ehime FC U-18                        |
| Honda Motors              | 3:1             | Albirex Niigata                      |
| Jatco                     | 6:0             | Kagawa Shiun FC                      |
| Seino Transportation      | 1:2             | Kokushikan-Universität               |
| Kawasaki Frontale         | 3:0             | Honda Luminoso Sayama                |
| Ventforet Kofu            | 2:1             | Universität Fukuoka                  |
| Aoyama-Gakuin-Universität | 0:1             | Hannan-Universität                   |
| Fukushima FC              | 1:0             | Fukui Teachers                       |
| Montedio Yamagata         | 8:0             | Hosho High School                    |
| Consadole Sapporo         | 4:1             | Aster Aomori FC                      |
| Otsuka Pharmaceutical     | 1:3             | Komazawa-Universität                 |

### 3. Runde
|                      | Ergebnis |                             |
| -------------------- | -------- | --------------------------- |
| Kashima Antlers      | 4:1      | Juntendō-Universität        |
| Verdy Kawasaki       | 0:2      | Avispa Fukuoka              |
| Urawa Reds           | 2:1      | NTT Kanto                   |
| Gamba Osaka          | 3:2      | Sagan Tosu                  |
| Yokohama Marinos     | 5:0      | Momoyama-Gakuin-Universität |
| Nagoya Grampus Eight | 1:3      | Tokyo Gas                   |
| Kyoto Purple Sanga   | 3:2      | Honda Motors                |
| Bellmare Hiratsuka   | 7:0      | Jatco                       |
| Kashiwa Reysol       | 4:1      | Kokushikan-Universität      |
| Vissel Kobe          | 2:0      | Kawasaki Frontale           |
| Cerezo Osaka         | 5:1      | Ventforet Kofu              |
| Júbilo Iwata         | 3:0      | Hannan-Universität          |
| Shimizu S-Pulse      | 3:0      | Fukushima FC                |
| Sanfrecce Hiroshima  | 3:1      | Montedio Yamagata           |
| JEF United Ichihara  | 1:0      | Consadole Sapporo           |
| Yokohama Flügels     | 4:3      | Komazawa-Universität        |

### Achtelfinale
|                     | Ergebnis |                     |
| ------------------- | -------- | ------------------- |
| Kashima Antlers     | 6:0      | Avispa Fukuoka      |
| Urawa Reds          | 1:2      | Gamba Osaka         |
| Yokohama Marinos    | 1:2      | Tokyo Gas           |
| Kyoto Purple Sanga  | 1:5      | Bellmare Hiratsuka  |
| Kashiwa Reysol      | 2:1      | Vissel Kobe         |
| Cerezo Osaka        | 2:3      | Júbilo Iwata        |
| Shimizu S-Pulse     | 3:1      | Sanfrecce Hiroshima |
| JEF United Ichihara | 1:2      | Yokohama Flügels    |

### Viertelfinale
|                 | Ergebnis |                    |
| --------------- | -------- | ------------------ |
| Kashima Antlers | 3:0      | Gamba Osaka        |
| Tokyo Gas       | 3:2      | Bellmare Hiratsuka |
| Kashiwa Reysol  | 1:2      | Júbilo Iwata       |
| Shimizu S-Pulse | 1:6      | Yokohama Flügels   |

### Halbfinale
|                 | Ergebnis |                  |
| --------------- | -------- | ---------------- |
| Kashima Antlers | 3:1      | Tokyo Gas        |
| Júbilo Iwata    | 2:3      | Yokohama Flügels |

### Finale
|                 | Ergebnis |                  |
| --------------- | -------- | ---------------- |
| Kashima Antlers | 3:0      | Yokohama Flügels |